# ブロードキャスト・ニュース
『ブロードキャスト・ニュース』（Broadcast News）は、1987年のアメリカ映画。テレビニュース界の裏側を、ときには辛辣に、全体としては爽やかに描いた社会派ロマンティック・コメディ。

## ストーリー
ハンサムで前向きだけど勉強の出来ないトム、向学心はあるが強気すぎるジェーン、頭は良いが毒舌のアーロンの三人は成長して、あるニュース・ネットワークのワシントン支局でともに働く。ジェーンはトムに惹かれ、見栄えのいいトムには昇進圧力がかかる。

## キャスト
※括弧内は日本語吹替
- トム・グルニック - ウィリアム・ハート（小川真司）
- ジェーン・クレイグ - ホリー・ハンター（小山茉美）
- アーロン・アルトマン - アルバート・ブルックス（屋良有作）
- ジェニファー・マック - ロイス・チャイルズ（滝沢久美子）
- アーニー・メリマン - ロバート・プロスキー（上田敏也）
- ポール・ムーア - ピーター・ハックス（加藤精三）
- ブレア・リットン - ジョーン・キューザック（山田栄子）
- ボビー - クリスチャン・クレメンソン
- ビル・ロリッシュ - ジャック・ニコルソン（朝戸鉄也）

その他声の出演：喜多川拓郎、羽村京子、菊池正美、藤木聖子、高宮俊介、星野美奈子、磯辺万沙子、山下啓介

## スタッフ
- 製作・監督・脚本　ジェームズ・L・ブルックス
- 音楽　ビル・コンティ
- タイトルデザイン　ソール・バス
- 日本語字幕：戸田奈津子[3]

## 備考
- アカデミー賞の主要部門のほとんどすべてにノミネートされたが、『ラストエンペラー』や『月の輝く夜に』という大魚がライバルにいたためか、無冠に終わった。しかしベルリン国際映画祭の女優賞をハンターが受賞。作品自体もニューヨーク映画批評家協会賞で複数部門受賞した。
- AFI（アメリカン・フィルム・インスティチュート）が選出するアメリカ喜劇映画ベスト100で64位。
- 日本のテレビ番組のドミノ倒しの映像が流れるシーンがある。
- ヴィム・ヴェンダース監督が、1980年代アメリカ映画としては、『キング・オブ・コメディ』と並んで高く評価している[4]。
- 「週刊文春」55周年記念号の「シネマチャート歴代ベスト55」で90％以上の星を獲得した映画の一本としてランクイン。当時のレビュワーの品田雄吉、立川談志、田中小実昌が満点を与えた。特に談志は当時この映画をかなり高く評価していて、週刊サンケイ『談志のエンドマークを斬れ！』という映画批評の連載でも、この作品によって映画の神と崇めてきたビリー・ワイルダーは過去の人になったと感じたと述べた[5]。